# Segunda oportunidad (México)
Segunda oportunidad fue un reality show musical mexicano lanzado por TV Azteca en 2010, en el que algunos exalumnos de las distintas generaciones de La Academia y La Academia USA competían en equipo por ganar $2 000 000 MXN. Semanalmente los equipos (regularmente de cuatro integrantes) podían ser modificados para reforzarse con integrantes de otros equipos hasta desintegrarse, con el fin de demostrar por qué en realidad merecían una segunda oportunidad, y nuevamente obtener un lugar en el gusto del público para poder revivir una esperanza en la música y en su carrera artística.
El jurado estuvo conformado por el comentarista de radio Jessy Cervantes, Álvaro Gordoa, el presentador de televisión Daniel Bisogno y la cantante Dulce.
Finalmente el equipo amarillo conformado por Menny, Sebastián, Óscar y Agustín, todos de la séptima generación, lograron tomar el primer lugar de la competencia. Posteriormente formaron un grupo denominado actualmente desaparecido "Tobby", en el cual también fue incluido Matías de la sexta generación, quien formaba parte del equipo azul turquesa que logró tomar el segundo lugar de la competencia.

## Participantes

### Primera generación (2002)
| Concursante            | Lugar de origen             | Estatus       |
| ---------------------- | --------------------------- | ------------- |
| Laura Caro             | Tijuana, Baja California    | Segundo lugar |
| José Antonio de la O   | Ciudad Victoria, Tamaulipas | Expulsado     |
| Wendolee Ayala         | Torreón, Coahuila           | Expulsada     |
| Héctor Zamorano Guitar | Veracruz, Veracruz          | Expulsado     |

### Segunda generación (2003)
| Concursante           | Lugar de origen                    | Estatus   |
| --------------------- | ---------------------------------- | --------- |
| Manuel Mancillas Dena | Hermosillo, Sonora                 | Expulsado |
| Andrea González Romo  | Guadalajara, Jalisco               | Expulsada |
| Ana Lucía Salazar     | San Pedro Garza García, Nuevo León | Expulsada |
| Karla Leyva           | Ciudad Obregón, Sonora             | Expulsada |
| Gisela López          | San Luis Potosí, San Luis Potosí   | Expulsada |

### Tercera generación (2004)
| Concursante              | Lugar de origen            | Estatus       |
| ------------------------ | -------------------------- | ------------- |
| César Robles             | Acayucan, Veracruz         | Segundo lugar |
| Melissa Ibarra           | Hermosillo, Sonora         | Tercer lugar  |
| Israel Estrada Quintanar | Atizapán, Estado de México | Tercer lugar  |
| Dulce López              | Ciudad de México           | Segundo Lugar |
| Hiromi Hayakawa          | Torreón, Coahuila          | Expulsada     |

### Cuarta generación (2005)
| Concursante      | Lugar de origen              | Estatus       |
| ---------------- | ---------------------------- | ------------- |
| Adrián Varela    | Culiacán, Sinaloa            | Segundo lugar |
| Édgar Guerrero   | Boise, Idaho; Estados Unidos | Finalista     |
| José Luis Díaz   | Guadalajara, Jalisco         | Expulsado     |
| Marco Silva      | Ciudad de México             | Expulsado     |
| Mario Sepúlveda  | Monterrey, Nuevo León        | Expulsado     |
| Abyadé Rodríguez | Guadalajara, Jalisco         | Expulsada     |
| Anahí García     | Monterrey, Nuevo León        | Expulsada     |

### Quinta generación (2006)
| Concursante     | Lugar de origen         | Estatus   |
| --------------- | ----------------------- | --------- |
| Julia Hernández | Paso del Toro, Veracruz | Expulsada |
| Diego Castro    | Sahuayo, Michoacán      | Expulsado |
| Diana Santos    | Chihuahua, Chihuahua    | Expulsada |

### Sexta generación (2008)
| Concursante            | Lugar de origen                           | Estatus       |
| ---------------------- | ----------------------------------------- | ------------- |
| Matías Aranda          | Córdoba, Córdoba; Argentina               | Segundo lugar |
| Perla Estrada          | Caborca, Sonora                           | Expulsada     |
| Wilfredo Pineda        | Culiacán, Sinaloa                         | Expulsado     |
| Esteban Velázquez      | Odessa, Texas; Estados Unidos             | Expulsado     |
| Cintia Urtiaga         | Puerto Vallarta, Jalisco                  | Expulsada     |
| Iván Estrada Quintanar | Coyoacán, Ciudad de México                | Expulsado     |
| Héctor Silva           | Monterrey, Nuevo León                     | Expulsado     |
| Alba Alcudia           | Nacajuca, Tabasco                         | Expulsada     |
| Gerardo Castillo       | Ciudad de Guatemala, Guatemala; Guatemala | Expulsado     |

### Séptima generación (2009)
| Concursante                | Lugar de origen                           | Estatus      |
| -------------------------- | ----------------------------------------- | ------------ |
| Óscar Jiménez Mejía        | Guadalajara, Jalisco                      | Primer lugar |
| Menny Carrasco             | Chihuahua, Chihuahua                      | Primer lugar |
| Agustín Argüello           | Córdoba, Córdoba; Argentina               | Primer lugar |
| Sebastián Martingaste      | Buenos Aires, Distrito Federal; Argentina | Primer lugar |
| Napoleón Robleto           | Cobán, Alta Verapaz; Guatemala            | Tercer lugar |
| Alejandra Capellini        | Xalapa, Veracruz                          | Tercer lugar |
| Mike Bobadilla             | Culiacán, Sinaloa                         | Finalista    |
| Daniel Solís Cruz          | Ciudad Obregón, Sonora                    | Finalista    |
| Jaccyve Anaid Álvarez      | Coatzacoalcos, Veracruz                   | Expulsada    |
| Luz Mirella Leguizama      | Oakland, California; Estados Unidos       | Expulsada    |
| Rodrigo Pérez Mendoza      | Mérida, Yucatán                           | Expulsado    |
| Patricia Hernández Ahjtung | Catemaco, Veracruz                        | Expulsada    |
| Mayrenne Carvajal          | Veracruz, Veracruz                        | Expulsada    |
| Roy Rosas Moreno           | Nogales, Sonora                           | Finalista    |
| Yadhira Elizabeth Méndez   | Aguascalientes, Aguascalientes            | Expulsada    |
| Carlos Pleasent Delgado    | Aguascalientes, Aguascalientes            | Expulsado    |

### La Academia USA (2005-06)
| Concursante      | Lugar de origen                          | Estatus   |
| ---------------- | ---------------------------------------- | --------- |
| Mariana Vargas   | Chihuahua, Chihuahua                     | Expulsada |
| Frankie Alvarado | San Juan; Puerto Rico                    | Finalista |
| Diana Galindo    | Tijuana, Baja California                 | Finalista |
| Nohelia Sosa     | Tegucigalpa, Francisco Morazán; Honduras | Expulsada |

## Lista de canciones
| Lugar | Concursante  | 1.er concierto | 1.er concierto                            | 2.º concierto | 2.º concierto                               | 3.er concierto | 3.er concierto                                   | 4.º concierto | 4.º concierto                         | 5.º concierto | 5.º concierto                                               | 6.º concierto | 6.º concierto                                                               | 7.º concierto | 7.º concierto                                                    | 8.º concierto | 8.º concierto                                | 9.º concierto | 9.º concierto                                  | 10.º concierto | 10.º concierto                                     | 11.º concierto | 11.º concierto                                                                  |
| ----- | ------------ | -------------- | ----------------------------------------- | ------------- | ------------------------------------------- | -------------- | ------------------------------------------------ | ------------- | ------------------------------------- | ------------- | ----------------------------------------------------------- | ------------- | --------------------------------------------------------------------------- | ------------- | ---------------------------------------------------------------- | ------------- | -------------------------------------------- | ------------- | ---------------------------------------------- | -------------- | -------------------------------------------------- | -------------- | ------------------------------------------------------------------------------- |
| 1     | Agustín      | #03            | Homenaje al Buki                          | #03           | A quien tú decidiste amar e Y todo para qué | #03            | Maldita luna y Te vi venir                       | #04           | Mientes                               | #04           | La fuerza del corazón                                       | #04           | Suelta mi mano y El sol no regresa                                          | #04           | Lloraré las penas y Me nace del corazón                          | #04           | Estuve                                       | #04           | Yo no sé mañana                                | #04            | Yo soy aquel, Volveré y Provócame                  | #04            | Qué nivel de mujer, Regresa a mí, No soy el aire, No sé olvidar y Aquí estoy yo |
| 1     | Menny        | #04            | Ni rosas ni juguetes y Todo es posible    | #04           | Cásate conmigo                              | #04            | Todo cambió                                      | #04           | Mientes                               | #04           | La fuerza del corazón                                       | #04           | Suelta mi mano y El sol no regresa                                          | #04 #06       | Lloraré las penas                                                | #06           | Pedro Navajas y Mujeres divinas              | #06           | Amor amor, Quién piensa en ti y Al final       | #02 #04        | Puedes llegar, Dígale y Provócame                  | #04            | Qué nivel de mujer, Regresa a mí, No soy el aire, No sé olvidar y Aquí estoy yo |
| 1     | Óscar        | #05            | Adoro                                     | #05           | Por tu amor e Y todo para qué               | #05            | El final                                         | #05           | La negra Tomasa                       | #05 #10       | Nunca voy a olvidarte                                       | #10           | Fuerte no soy, Cinco minutos y Matador                                      | #10           | Otra vez, Caray y Brindis de soledad                             | #04           | Estuve                                       | #04           | Yo no sé mañana                                | #04            | Yo soy aquel, Volveré y Provocame                  | #04            | Qué nivel de mujer, Regresa a mí, No soy el aire, No sé olvidar y Aquí estoy yo |
| 1     | Sebastián    | #06            | Colgando en tus manos y Todo es posible   | #06           | Se me va la voz                             | #06            | Guapa                                            | #06           | Un montón de estrellas                | #06           | La cima del cielo, El aventurero y Mientes tan bien         | #06           | Tú de qué vas y Por amarte así                                              | #06           | Bulería                                                          | #06           | Pedro Navajas y Mujeres divinas              | #06 #04       | Amor, amor                                     | #04            | Yo soy aquel, Volveré y Provocame                  | #04            | Qué nivel de mujer, Regresa a mí, No soy el aire, No sé olvidar y Aquí estoy yo |
| 2     | Adrián       | #07            | Para amarnos más                          | #07           | La puerta de Alcalá e Y todo para qué       | #07            | Inolvidable                                      | #07           | Irremediable                          | #07           | A labio dulce y Estos celos                                 | #07           | A quién le importa y Ahora te puedes marchar                                | #07 #02       | Coleccionista de canciones                                       | #02           | Vivir así es morir de amor                   | #02           | Se me olvidó otra vez                          | #02            | Puedes llegar, Dígale, Sueños y La bomba           | #02            | Pégate, Sola otra vez, Procuro olvidarte, Cucurucucú paloma y Ves               |
| 2     | César        | #11            | Es por ti                                 | #11           | Rumores                                     | #11            | Lluvia                                           | #11           | Mujeres y Aquí estoy yo               | #06           | La cima del cielo, El aventurero y Mientes tan bien         | #06           | Tú de qué vas y Por amarte así                                              | #06           | Bulería                                                          | #06 #02       | Pedro Navajas                                | #02           | Se me olvidó otra vez                          | #02            | Puedes llegar, Dígale, Sueños y La bomba           | #02            | Pégate, Sola otra vez, Procuro olvidarte, Cucurucucú paloma y Ves               |
| 2     | Laura        | #02            | Homenaje a Dulce                          | #02           | El triste e Y todo para qué                 | #02            | Tú y yo somos uno mismo y Oye                    | #02           | Mudanzas                              | #02           | Sin miedo a nada y Te quedó grande la yegua                 | #02           | Quién eres tú                                                               | #02           | Hoy ya me voy                                                    | #02           | Vivir así es morir de amor                   | #02           | Se me olvidó otra vez                          | #02            | Puedes llegar, Dígale, Sueños y La bomba           | #02            | Pégate, Sola otra vez, Procuro olvidarte, Cucurucucú paloma y Ves               |
| 2     | Matías       | #10            | Esclavos de tus besos                     | #10           | Sentirme vivo                               | #10            | Lo dejaría todo                                  | #10 #04       | Si la ves                             | #04           | La fuerza del corazón                                       | #04           | Suelta mi mano y El sol no regresa                                          | #04           | Lloraré las penas y Me nace del corazón                          | #04           | Estuve                                       | #04           | Yo no sé mañana                                | #04 #02        | Yo soy aquel, Volveré, Sueños y La bomba           | #02            | Pégate, Sola otra vez, Procuro olvidarte, Cucurucucú paloma y Ves               |
| 3     | Alejandra    | #04            | Ni rosas ni juguetes                      | #04           | Cásate conmigo                              | #04            | Todo cambió                                      | #04 #10       | Mientes                               | #10           | La bilirrubina                                              | #10           | Mala hierba, Cinco minutos y Matador                                        | #10           | Perdóname                                                        | #14           | Me va a extrañar                             | #14           | Nena y Viviendo de noche                       | #14            | No te pido flores y El aprendiz                    | #14            | Fame, Vivo por ella y Me muero                                                  |
| 3     | Israel       | #08            | La tortura                                | #08           | Estuve a punto de                           | #08            | Mi bombón y Color esperanza                      | #08           | Mis ojos lloran por ti                | #08 #06       | Me cuesta tanto olvidarte, El aventurero y Mientes tan bien | #06           | Tú de que vas y Por amarte así                                              | #06 #04       | Perdóname                                                        | #14           | Me va a extrañar                             | #14           | Nena y Viviendo de noche                       | #14            | No te pido flores y El aprendiz                    | #14            | Fame, Vivo por ella y Me muero                                                  |
| 3     | Melissa      | #12            | Homenaje a Juan Gabriel y Todo es posible | #06           | Se me va la voz                             | #06            | Guapa                                            | #06           | Un montón de estrellas                | #06 #08       | La cima del cielo                                           | #08           | Espacio sideral                                                             | #08           | Perdóname                                                        | #14           | Me va a extrañar                             | #14           | Nena y Viviendo de noche                       | #14            | No te pido flores y El aprendiz                    | #14            | Fame, Vivo por ella y Me muero                                                  |
| 3     | Napoleón     | #11            | Es por ti                                 | #11           | Rumores                                     | #11            | Lluvia                                           | #11 #02       | Mujeres                               | #02           | Sin miedo a nada y La media vuelta                          | #02           | Eres                                                                        | #02           | Hoy ya me voy                                                    | #02           | Vivir así es morir de amor                   | #02           | Se me olvidó otra vez y México                 | #14            | No te pido flores y El aprendiz                    | #14            | Fame, Vivo por ella y Me muero                                                  |
| 4     | Daniel       | #05            | Adoro                                     | #05           | Por tu amor                                 | #05            | El final y El sinaloense                         | #05           | La negra Tomasa                       | #05           | Nunca voy a olvidarte y Sin tantita pena                    | #05           | Pero te vas a arrepentir                                                    | #05           | Cómo te voy a olvidar                                            | #05           | Muriendo lento                               | #05           | Que no quede huella y La ladrona               | #05            | La vida es un carnaval, Te he prometido y La María | #05            | Las mulas de moreno y Ya lo pasado pasado                                       |
| 4     | Édgar        | #13            | El amor y Todo es posible                 | #13           | Livin' la vida loca                         | #13            | Aire                                             | #13 #07       | Mi vida eres tú                       | #07 #13       | A labio dulce                                               | #13 #05       | Valió la pena + Ámame hasta con los dientes y Las piedras rodantes          | #05           | Cómo te voy a olvidar                                            | #05           | Muriendo lento y Ella                        | #05           | Que no quede huella y La ladrona               | #05            | La vida es un carnaval, Te he prometido y La María | #05            | Las mulas de moreno y Ya lo pasado pasado                                       |
| 4     | Mike         | #05            | Adoro                                     | #05           | Por tu amor                                 | #05            | El final                                         | #05           | La negra Tomasa                       | #05           | Nunca voy a olvidarte y Sin tantita pena                    | #05           | Pero te vas a arrepentir                                                    | #05           | Cómo te voy a olvidar                                            | #05           | Muriendo lento y Ella                        | #05           | Que no quede huella y La ladrona               | #05            | La vida es un carnaval, Te he prometido y La María | #05            | Las mulas de moreno y Ya lo pasado pasado                                       |
| 5     | Diana G.     |                |                                           |               |                                             |                |                                                  |               |                                       |               |                                                             | N/A           | Mírame                                                                      | N/A           | ¿Es ella más que yo?                                             | #10           | Callados                                     | #10           | ¿Ahora quién?, A esa y Al final                | #10            | Como yo nadie te ha amado y A Dios le pido         | #10            | Que te quería                                                                   |
| 5     | Dulce L.     | #01            | Olvídame y pega la vuelta                 | #01           | Amor de tres                                | #01            | Te amo                                           | #01           | En los puritos huesos                 | #01 #04       | Sin él                                                      | #04           | Suelta mi mano y El sol no regresa                                          | #04           | Lloraré las penas y Me nace del corazón                          | #04 #08       | Estuve y La diferencia                       | #08           | Inevitable, Yo no te pido la luna y Al final   | #08 #10        | Jamás, Y llegaste tú y A Dios le pido              | #10            | Que te quería                                                                   |
| 5     | Frankie      | #08            | La tortura                                | #08           | Estuve a punto de                           | #08            | Mi bombón                                        | #08           | Mis ojos lloran por ti                | #08           | Me cuesta tanto olvidarte                                   | #08 #07       | Espacio sideral y Ahora te puedes marchar                                   | #07           | Coleccionista de canciones, Me gustas mucho y Brindis de soledad | #07 #10       | Corazón espinado                             | #10           | ¿Ahora quién?, A esa y Al final                | #10            | Como yo nadie te ha amado y A Dios le pido         | #10            | Que te quería                                                                   |
| 5     | Roy          | #10            | Esclavos de tus besos                     | #10           | Sentirme vivo e Y todo para qué             | #10            | Lo dejaría todo                                  | #10           | Si la ves                             | #10           | La bilirrubina                                              | #10           | Fuerte no soy, Cinco minutos y Matador                                      | #10           | Otra vez, Caray y Brindis de soledad                             | #10           | Callados                                     | #10           | ¿Ahora quién? y A esa                          | #10            | Como yo nadie te ha amado y A Dios le pido         | #10            | Que te quería                                                                   |
| 20    | Hiromi       | #09            | Como la flor                              | #09           | Celos                                       | #07            | Inolvidable                                      | #07           | Irremediable                          | #07           | A labio dulce y Estos celos                                 | #07 #08       | A quién le importa                                                          | #08           | Solo por un beso y Me gusta estar contigo                        | #08           | Hoy no me puedo levantar y La diferencia     | #08           | Inevitable, Yo no te pido la luna y Al final   | #08            | Jamás, Y llegaste tú y Sueños                      |                |                                                                                 |
| 20    | Mario        | #08            | La tortura                                | #08           | Estuve a punto de                           | #08            | Mi bombón                                        | #08           | Mis ojos lloran por ti                | #08           | Me cuesta tanto olvidarte                                   | #08           | Espacio sideral                                                             | #08           | Solo por un beso y Me gusta estar contigo                        | #08 #04       | Hoy no me puedo levantar                     | #04 #06       | Yo no sé mañana, Quién piensa en ti y Al final | #08            | Jamás, Y llegaste tú y Sueños                      |                |                                                                                 |
| 22    | Alba         | #05            | Adoro                                     | #05           | Por tu amor                                 | #05            | El final                                         | #05           | La negra Tomasa                       | #05           | Nunca voy a olvidarte y Sin tantita pena                    | #05           | Pero te vas a arrepentir                                                    | #05           | Cómo te voy a olvidar                                            | #05           | Muriendo lento y Ella                        | #05           | Que no quede huella y La ladrona               | #05            | La vida es un carnaval Te he prometido             |                |                                                                                 |
| 23    | Wendolee     | #04            | Ni rosas ni juguetes                      | #04           | Cásate conmigo                              | #04            | Todo cambió                                      | #04           | Mientes                               | #04 #01       | La fuerza del corazón, El último adiós y No te pido flores  | #02           | Yo sin tu amor                                                              | #02           | Hoy ya me voy                                                    | #02 #06       | Vivir así es morir de amor y Mujeres divinas | #06           | Amor, amor, Quién piensa en ti y Al final      |                |                                                    |                |                                                                                 |
| 24    | Manuel       | #01            | Olvídame y pega la vuelta                 | #01           | Amor de tres                                | #01            | Te amo                                           | #01 #06       | En los puritos huesos                 | #06           | La cima del cielo, El aventurero y Mientes tan bien         | #06           | Tú de qué vas y Por amarte así                                              | #06           | Bulería                                                          | #06           | Pedro Navajas y Mujeres divinas              | #06           | Amor, amor y A mi manera                       |                |                                                    |                |                                                                                 |
| 25    | Diana S.     | #08            | La tortura                                | #08           | Estuve a punto de                           | #08            | Mi bombón                                        | #08           | Mis ojos lloran por ti                | #08           | Me cuesta tanto olvidarte                                   | #08           | Espacio sideral                                                             | #08           | Solo por un beso y Me gusta estar contigo                        | #08           | Hoy no me puedo levantar y La diferencia     | #08           | Inevitable                                     |                |                                                    |                |                                                                                 |
| 26    | José Antonio | #10            | Esclavos de tus besos                     | #10           | Sentirme vivo                               | #10            | Lo dejaría todo y Como quien pierde una estrella | #10           | Si la ves                             | #10           | La bilirrubina                                              | #10 #02       | Soy un desastre                                                             | #02 #07       | Hoy ya me voy, Me gustas mucho y Brindis de soledad              | #07           | Corazón espinado e Y                         |               |                                                |                |                                                    |                |                                                                                 |
| 26    | Mayrenne     | #02            | Homenaje a Dulce                          | #02           | El triste                                   | #02            | Tú y yo somos uno mismo                          | #02           | Mudanzas                              | #02           | Sin miedo a nada y Te quedó grande la yegua                 | #02 #10       | El hombre de mi vida, Cinco minutos y Matador                               | #10           | Otra vez, Caray y Brindis de soledad                             | #10 #07       | Callados e Y                                 |               |                                                |                |                                                    |                |                                                                                 |
| 26    | Rodrigo      | #13            | El amor                                   | #13           | Livin' la vida loca                         | #13            | Aire                                             | #13           | Mi vida eres tú y Me estoy enamorando | #13           | Mi gran noche                                               | #13           | Valió la pena, Ámame hasta con los dientes y Las piedras rodantes           | #07           | Coleccionista de canciones, Me gustas mucho y Brindis de soledad | #07           | Corazón espinado e Y                         |               |                                                |                |                                                    |                |                                                                                 |
| 29    | Yadhira      | #07            | Para amarnos más                          | #07           | La puerta de Alcalá                         | #07            | Inolvidable                                      | #07 #13       | Irremediable y Me estoy enamorando    | #13 #07       | Mi gran noche y Estos celos                                 | #07           | A quién le importa y Ahora te puedes marchar                                | #07           | Coleccionista de canciones, Me gustas mucho y Brindis de soledad |               |                                              |               |                                                |                |                                                    |                |                                                                                 |
| 30    | Héctor S.    | #13            | El amor                                   | #13           | Livin' la vida loca                         | #13            | Aire                                             | #13           | Mi vida eres tú y Me estoy enamorando | #13           | Mi gran noche                                               | #13           | Valió la pena, Ámame hasta con los dientes y Las piedras rodantes           |               |                                                                  |               |                                              |               |                                                |                |                                                    |                |                                                                                 |
| 30    | José Luis    | #13            | El amor                                   | #13           | Livin' la vida loca                         | #13            | Aire                                             | #13           | Mi vida eres tú y Me estoy enamorando | #13           | Mi gran noche                                               | #13           | Valió la pena, Ámame hasta con los dientes y Las piedras rodantes           |               |                                                                  |               |                                              |               |                                                |                |                                                    |                |                                                                                 |
| 30    | Nohelia      | #07            | Para amarnos más                          | #07           | La puerta de Alcalá                         | #07            | Inolvidable                                      | #07           | Irremediable                          | #07           | A labio dulce y Estos celos                                 | #07           | A quién le importa y Ahora te puedes marchar                                |               |                                                                  |               |                                              |               |                                                |                |                                                    |                |                                                                                 |
| 30    | Wilfredo     | #10            | Esclavos de tus besos                     | #10           | Sentirme vivo                               | #10            | Lo dejaría todo                                  | #10           | Si la ves                             | #10 #05       | La bilirrubina y Sin tantita pena                           | #05 #13       | Pero te vas a arrepentir Ámame hasta con los dientes y Las piedras rodantes |               |                                                                  |               |                                              |               |                                                |                |                                                    |                |                                                                                 |
| 34    | Abyadé       | #01            | Olvídame y pega la vuelta                 | #01           | Amor de tres                                | #01            | Te amo y Color esperanza                         | #01           | En los puritos huesos                 | #01           | Sin él, El último adiós y No te pido flores                 |               |                                                                             |               |                                                                  |               |                                              |               |                                                |                |                                                    |                |                                                                                 |
| 34    | Karla        | #01            | Olvídame y pega la vuelta                 | #01           | Amor de tres                                | #01            | Te amo                                           | #01           | En los puritos huesos                 | #01           | Sin él, El último adiós y No te pido flores                 |               |                                                                             |               |                                                                  |               |                                              |               |                                                |                |                                                    |                |                                                                                 |
| 34    | Perla        | #06            | Colgando en tus manos                     | #06           | Se me va la voz                             | #06            | Guapa                                            | #06 #01       | Un montón de estrellas                | #01           | Sin él, El último adiós y No te pido flores                 |               |                                                                             |               |                                                                  |               |                                              |               |                                                |                |                                                    |                |                                                                                 |
| 37    | Ana Lucía    | #11            | Es por ti                                 | #11           | Rumores                                     | #11            | Lluvia                                           | #11           | Mujeres y Aquí estoy yo               |               |                                                             |               |                                                                             |               |                                                                  |               |                                              |               |                                                |                |                                                    |                |                                                                                 |
| 37    | Carlos       | #02            | Homenaje a Dulce                          | #02           | El triste                                   | #02            | Tú y yo somos uno mismo                          | #02 #11       | Mudanzas y Aquí estoy yo              |               |                                                             |               |                                                                             |               |                                                                  |               |                                              |               |                                                |                |                                                    |                |                                                                                 |
| 37    | Cintia       | #11            | Es por ti                                 | #11           | Rumores                                     | #11            | Lluvia                                           | #11           | Mujeres y Aquí estoy yo               |               |                                                             |               |                                                                             |               |                                                                  |               |                                              |               |                                                |                |                                                    |                |                                                                                 |
| 40    | Andrea       | #04            | Ni rosas ni juguetes y Todo es posible    | #04           | Cásate conmigo                              | #04            | Todo cambió                                      |               |                                       |               |                                                             |               |                                                                             |               |                                                                  |               |                                              |               |                                                |                |                                                    |                |                                                                                 |
| 40    | Esteban      | #03            | Homenaje al Buki                          | #03           | A quien tú decidiste amar                   | #03            | Maldita luna                                     |               |                                       |               |                                                             |               |                                                                             |               |                                                                  |               |                                              |               |                                                |                |                                                    |                |                                                                                 |
| 40    | Héctor Z.    | #03            | Homenaje al Buki                          | #03           | A quien tú decidiste amar                   | #03            | Maldita luna y Color esperanza                   |               |                                       |               |                                                             |               |                                                                             |               |                                                                  |               |                                              |               |                                                |                |                                                    |                |                                                                                 |
| 43    | Iván         | #06            | Colgando en tus manos                     | #06           | Se me va la voz                             | #06            | Guapa y Color esperanza                          |               |                                       |               |                                                             |               |                                                                             |               |                                                                  |               |                                              |               |                                                |                |                                                    |                |                                                                                 |
| 44    | Anahí        | #02            | Homenaje a Dulce                          | #02           | El triste                                   | #02            | Tú y yo somos uno mismo                          |               |                                       |               |                                                             |               |                                                                             |               |                                                                  |               |                                              |               |                                                |                |                                                    |                |                                                                                 |
| 44    | Luz          | #03            | Homenaje al Buki                          | #03           | A quien tú decidiste amar                   | #03            | Maldita luna                                     |               |                                       |               |                                                             |               |                                                                             |               |                                                                  |               |                                              |               |                                                |                |                                                    |                |                                                                                 |
| 46    | Gerardo      | #09            | Como la flor                              | #09           | Celos                                       |                |                                                  |               |                                       |               |                                                             |               |                                                                             |               |                                                                  |               |                                              |               |                                                |                |                                                    |                |                                                                                 |
| 46    | Jaccyve      | #09            | Como la flor                              | #09           | Celos e Y todo para qué                     |                |                                                  |               |                                       |               |                                                             |               |                                                                             |               |                                                                  |               |                                              |               |                                                |                |                                                    |                |                                                                                 |
| 46    | Marco        | #12            | Homenaje a Juan Gabriel                   | #09           | Celos                                       |                |                                                  |               |                                       |               |                                                             |               |                                                                             |               |                                                                  |               |                                              |               |                                                |                |                                                    |                |                                                                                 |
| 49    | Gisela       | #07            | Para amarnos más                          | #07           | La puerta de Alcalá                         |                |                                                  |               |                                       |               |                                                             |               |                                                                             |               |                                                                  |               |                                              |               |                                                |                |                                                    |                |                                                                                 |
| 50    | Julia        | #06            | Colgando en tus manos                     |               |                                             |                |                                                  |               |                                       |               |                                                             |               |                                                                             |               |                                                                  |               |                                              |               |                                                |                |                                                    |                |                                                                                 |
| 50    | Mariana      | #12            | Homenaje a Juan Gabriel                   |               |                                             |                |                                                  |               |                                       |               |                                                             |               |                                                                             |               |                                                                  |               |                                              |               |                                                |                |                                                    |                |                                                                                 |
| 50    | Patricia     | #12            | Homenaje a Juan Gabriel                   |               |                                             |                |                                                  |               |                                       |               |                                                             |               |                                                                             |               |                                                                  |               |                                              |               |                                                |                |                                                    |                |                                                                                 |
| 53    | Diego        | #09            | Como la flor y Todo es posible            |               |                                             |                |                                                  |               |                                       |               |                                                             |               |                                                                             |               |                                                                  |               |                                              |               |                                                |                |                                                    |                |                                                                                 |

     Equipo ganador de la noche
     Equipo en riesgo de ser eliminado
     Equipo eliminado
     Concursante eliminado(a) por conducta
     Concursante eliminado(a) mediante switch
     Rescatado(a) de eliminación

## Tabla de eliminación
| 4   | Agustín      | —          | Riesgo     | Rescatado  | —          | —          | —          | —         | —          | —         | —          | —               | —               | —               | Ganadores    |
| 4   | Menny        | —          | —          | Gana       | —          | —          | —          | —         | —          | Rescatado | —          | —               | —               | —               | Ganadores    |
| 4   | Óscar        | —          | Riesgo     | —          | —          | —          | Riesgo     | Rescatado | —          | —         | —          | —               | —               | —               | Ganadores    |
| 4   | Sebastián    | Gana       | —          | —          | Gana       | Riesgo     | —          | —         | —          | —         | —          | —               | —               | —               | Ganadores    |
| 2   | Adrián       | Riesgo     | —          | —          | —          | —          | Gana       | —         | —          | Gana      | Riesgo     | —               | —               | —               | Subcampeones |
| 2   | César        | —          | —          | —          | Rescatado  | Riesgo     | —          | —         | —          | Gana      | Riesgo     | —               | —               | —               | Subcampeones |
| 2   | Laura        | —          | Riesgo     | —          | —          | Gana       | —          | —         | —          | Gana      | Riesgo     | —               | —               | —               | Subcampeones |
| 2   | Matías       | —          | Riesgo     | —          | —          | —          | —          | —         | —          | —         | Riesgo     | —               | —               | —               | Subcampeones |
| 14  | Alejandra    | —          | —          | Gana       | —          | —          | Riesgo     | N/A       | —          | —         | —          | —               | —               | 3.os finalistas |              |
| 14  | Israel       | —          | —          | —          | —          | Riesgo     | —          | N/A       | —          | —         | —          | —               | —               | 3.os finalistas |              |
| 14  | Melissa      | Rescatada  | —          | —          | Gana       | —          | —          | N/A       | —          | —         | —          | —               | —               | 3.os finalistas |              |
| 14  | Napoleón     | —          | —          | —          | —          | Gana       | —          | —         | —          | N/A       | —          | —               | —               | 3.os finalistas |              |
| 5   | Daniel       | —          | Riesgo     | —          | —          | —          | —          | —         | Rescatado  | —         | —          | —               | 4.os finalistas |                 |              |
| 5   | Édgar        | —          | —          | —          | —          | —          | —          | —         | Gana       | —         | —          | —               | 4.os finalistas |                 |              |
| 5   | Mike         | —          | Riesgo     | —          | —          | —          | —          | —         | Gana       | —         | —          | —               | 4.os finalistas |                 |              |
| 10  | Diana G.     |            |            |            |            |            |            |           | —          | —         | —          | 5.os finalistas |                 |                 |              |
| 10  | Dulce L.     | —          | —          | Riesgo     | —          | —          | —          | —         | Riesgo     | —         | —          | 5.os finalistas |                 |                 |              |
| 10  | Frankie      | —          | —          | —          | —          | —          | Gana       | Riesgo    | —          | —         | —          | 5.os finalistas |                 |                 |              |
| 10  | Roy          | —          | Riesgo     | —          | —          | —          | Riesgo     | Riesgo    | —          | Rescatado | —          | 5.os finalistas |                 |                 |              |
| 8   | Hiromi       | —          | Rescatada  | —          | —          | —          | —          | —         | Riesgo     | —         | Expulsados |                 |                 |                 |              |
| 8   | Mario        | —          | —          | —          | —          | —          | —          | —         | —          | Rescatado | Expulsados |                 |                 |                 |              |
| N/A | Alba         | —          | Riesgo     | —          | —          | —          | —          | —         | Gana       | —         | Eliminada  |                 |                 |                 |              |
| 6   | Wendolee     | —          | —          | Gana       | —          | Rescatada  | —          | —         | —          | Expulsada |            |                 |                 |                 |              |
| N/A | Manuel       | —          | —          | Riesgo     | Gana       | Riesgo     | —          | —         | —          | DQ        |            |                 |                 |                 |              |
| N/A | Diana S.     | —          | —          | —          | —          | —          | —          | —         | Riesgo     | Eliminada |            |                 |                 |                 |              |
| 7   | José Antonio | —          | Riesgo     | —          | —          | —          | —          | Riesgo    | Expulsados |           |            |                 |                 |                 |              |
| 7   | Rodrigo      | —          | —          | —          | Riesgo     | —          | Rescatado  | Riesgo    | Expulsados |           |            |                 |                 |                 |              |
| 7   | Mayrenne     | —          | Riesgo     | —          | —          | Gana       | Riesgo     | Riesgo    | Expulsados |           |            |                 |                 |                 |              |
| N/A | Yadhira      | Riesgo     | —          | —          | Riesgo     | —          | Gana       | Eliminada |            |           |            |                 |                 |                 |              |
| 13  | Héctor S.    | —          | —          | —          | Riesgo     | —          | Expulsados |           |            |           |            |                 |                 |                 |              |
| 13  | José Luis    | —          | —          | —          | Riesgo     | —          | Expulsados |           |            |           |            |                 |                 |                 |              |
| 13  | Nohelia      | Riesgo     | —          | —          | —          | —          | Expulsados |           |            |           |            |                 |                 |                 |              |
| 13  | Wilfredo     | —          | Riesgo     | —          | —          | —          | Expulsados |           |            |           |            |                 |                 |                 |              |
| 1   | Abyadé       | —          | —          | Riesgo     | —          | Expulsadas |            |           |            |           |            |                 |                 |                 |              |
| 1   | Karla        | —          | —          | Riesgo     | —          | Expulsadas |            |           |            |           |            |                 |                 |                 |              |
| 1   | Perla        | Gana       | —          | —          | —          | Expulsadas |            |           |            |           |            |                 |                 |                 |              |
| 11  | Ana Lucía    | —          | —          | —          | Expulsados |            |            |           |            |           |            |                 |                 |                 |              |
| 11  | Carlos       | —          | Riesgo     | —          | Expulsados |            |            |           |            |           |            |                 |                 |                 |              |
| 11  | Cintia       | —          | —          | —          | Expulsados |            |            |           |            |           |            |                 |                 |                 |              |
| 3   | Andrea       | —          | —          | Expulsados |            |            |            |           |            |           |            |                 |                 |                 |              |
| 3   | Esteban      | —          | Riesgo     | Expulsados |            |            |            |           |            |           |            |                 |                 |                 |              |
| 3   | Héctor Z.    | —          | Riesgo     | Expulsados |            |            |            |           |            |           |            |                 |                 |                 |              |
| N/A | Iván         | Gana       | —          | Eliminado  |            |            |            |           |            |           |            |                 |                 |                 |              |
| N/A | Luz          | —          | Riesgo     | Eliminada  |            |            |            |           |            |           |            |                 |                 |                 |              |
| N/A | Anahí        | —          | Riesgo     | Eliminada  |            |            |            |           |            |           |            |                 |                 |                 |              |
| 9   | Gerardo      | —          | Expulsados |            |            |            |            |           |            |           |            |                 |                 |                 |              |
| 9   | Jaccyve      | —          | Expulsados |            |            |            |            |           |            |           |            |                 |                 |                 |              |
| 9   | Marco        | Rescatado  | Expulsados |            |            |            |            |           |            |           |            |                 |                 |                 |              |
| N/A | Gisela       | Riesgo     | DQ         |            |            |            |            |           |            |           |            |                 |                 |                 |              |
| 12  | Julia        | Expulsadas |            |            |            |            |            |           |            |           |            |                 |                 |                 |              |
| 12  | Mariana      | Expulsadas |            |            |            |            |            |           |            |           |            |                 |                 |                 |              |
| 12  | Patricia     | Expulsadas |            |            |            |            |            |           |            |           |            |                 |                 |                 |              |
| N/A | Diego        | Eliminado  |            |            |            |            |            |           |            |           |            |                 |                 |                 |              |